# 모바일 콘텐츠
모바일 콘텐츠(Mobile Contents)는 모바일 기기(휴대전화, 노트북, PDA, MP3 등)를 이용한 업체들의 서비스들을 통칭하는 말이다. 현재 여러 가지 서비스가 제공되고 있으며 벨소리, 게임, 사진, 은행 업무, 영화 등이 있다. 1990년대 중반 이후 휴대전화의 사용이 급증하면서 관련된 서비스들 또한 활발히 개발되었고 지금도 진행 중이며, 앞으로 개발 가능성이 높은 분야 중 하나이다.

## 종류

### 모바일 신문
모바일 기기를 이용하여 신문의 내용 등을 전달하고 볼 수 있도록 하는 서비스를 말한다.

### 모바일 뱅킹
인터넷 접속이 가능한 모바일기기를 사용하여 직접 은행에 갈 필요없이 어디서든 은행 업무를 할 수 있게 도와주는 서비스를 말한다.
모바일 뱅킹은 텔레뱅킹과 인터넷뱅킹으로 구분되는데, 텔레뱅킹은 전화를 이용하여 각 은행에 텔레뱅킹 센터에 연결하면 사용자가 원하는 업무를 은행에 지시하여 컴퓨터가 처리하게 된다. 인터넷 뱅킹은 PC의 인터넷 기능을 이용하여 은행업무를 할 수 있게 만든 금융 시스템이다.
현재는 각 통신사마다 모두 모바일뱅킹 서비스를 제공하고 있으며, 통신사마다 접속방법은 다소 차이가 있다.

### 모바일 게임
모바일 기기를 이용하여 게임을 즐길 수 있게 만든 서비스를 일컬으며, 각각의 통신사들은 저마다의 환경으로 서비스를 제공하고 있으며 현재 점차적으로 WIPI라는 통합 플랫폼으로 변환 중에 있다.

### 디스플레이
모바일 기기에 있는 배경화면 또는 어떤 소프트웨어를 실행할 때 나타나는 화면을 뜻한다. 예를 들어 휴대전화의 배경화면 또는 PDA에서의 배경화면 등이 있다.

### 음악
모바일 단말기를 통해 음악문화를 즐기기 위한것 대표적으로 처음 시작된것이 휴대전화 벨소리가 있다. 단말기의 인터넷상에 접속하여 돈을 내고 벨소리(음악콘텐츠)를 다운 받아서 사용하는 것이다. 현재는 음악콘텐츠의 시장 규모가 커지고 있다. 예를 들어 모바일 기기 회사와 음악 콘텐츠를 주로 판매하는 회사 사이에 협력 관계가 주로 이루어지고 있다. 애플사의 MP3기기인 아이팟은 아이튠이라는 소프트 웨어를 이용하여 음악 콘텐츠를 즉석에서 다운받을 수 있도록 하였고 SK텔레콤은 멜론과 협력하여 음악콘텐츠를 즉석에서 내려받을 수 있도록 하였다.

### 동영상
동영상을 볼 수 있는 단말기(PMP 등)를 이용하여 동영상을 즐길 수 있는 것으로 각종 동영상 콘텐츠를 인터넷 상에서 구입하고 이를 단말기에 넣고 즐길 수 있다.

## 시장 규모
MP3, 휴대전화 등에서 사용되던 모바일 콘텐츠들이 범위가 확장돼서 PDP, PMP, 노트북 등 다양한 단말기에서 사용할 수 있게 되었다.
이러한 움직임은 모바일 콘텐츠의 적용 범위가 점점 넓어지고 있다는 것을 뜻한다. 대부분의 사람들이 소유하고 있는 핸드폰에서부터 PMP, PDP까지 모바일 콘텐츠가 구석 곳곳에 다 잠식해 있다. 가장 활발한 분야는 음악콘텐츠와 게임콘텐츠이다 예전의 미니카세트를 사용해 노래를 듣던때와 달리 현재는 음악을 다운로드 받아 즉석에서 즐길 수 있게 되었다. 그리고 흑백화면의 게임기가 이제는 휴대전화, MP3 등에서 컬러가 있는 화면으로 나타나고 전용 게임기 못지 않은 게임을 즐길 수 있게 되었다. 또한 집에서 TV를 통해 지상파, 케이블 방송을 보고 VTR에 테잎을 넣어 비디오를 봤던 시대와 달리 단지 인터넷에서 구입한 동영상을 PMP, PDP에 넣어 이동하면서 볼 수 있게 되었다. 이러한 편리성의 증대는 모바일 콘텐츠 시장의 규모를 점차 확장시키고 있다. 모바일 콘텐츠 시장의 확장은 우리의 삶의 방식을 획기적으로 변화시킬것이다.

## 국가별 현황

### 일본
현재 일본 이동통신 이용자 수는 2008년 12월 기준으로 약 1억 1천만 명으로 집계되고 있다. 모바일 시장의 약 49.1%를 NTT DoCoMo사가 차지하고 있으며, 그 뒤를 KDDI 27.7%, Softbank 18.1% 로 나머지 시장을 장악하고 있다. 모바일 콘텐츠 시장은 한국과 비슷한 동향을 보이며, 착신 멜로디, 음악다운로드, 모바일 게임, 물건판매, 항공티켓 판매, 증권거래 등 한국보다 더 자세하고 다양한 서비스들이 제공되고 있다.

### 유럽
유럽의 모바일시장에서 가장 널리 이용되는 것은 SMS(Short Message Service|문자메시지)이다. 문자메시지에 부가적기능을 더해서 서비스를 제공하고 있다. 현재 이동통신 시장의 가입자는 꾸준히 늘고 있으나 각 회사들의 가격경쟁으로 인해 매출액은 그다지 높지 않다. 그래서 유럽의 이동 통신회사는 기존의 모바일 서비스로는 성장이 어렵다고 판한하여 다양한 모바일 콘텐츠를 제공하기 위해 노력하고 있다.실제로 모바일 음악 시장은 큰 폭의 성장을 보였다. 2004년부터 안정적 매출수준을 달성, 3GB 드라이브가 장착된 UMTS(Universal Mobile Telecommunications System)단말기가 05년과 06년 사이에 시판되면서 음악다운로드 및 기기 전송이 가능해졌다. Generator 사는 2010년까지 유럽음악시장의 15%가 모바일 음악이 차지할 것으로 예상했다.

### 중국
신식사업부에 따르면 중국의 이동통신 가입자의 규모는 2007년 말 기준으로 5억4,728만명을 기록해 모바일 콘텐츠 시장이 성장할 수 있는 잠재력이 매우 크다. 그중 모바일 게임시장은 가장 유망한 모바일 콘텐츠 시장으로 두각을 나타내고 있다 실제로 중국의 Analysys가 발표한 “2008년 중국 모바일 응용시장 가입자 조사연구 보고"에 따르면 모바일 유료서비스 중 모바일게임, 모바일IM, 모바일우편함의 비중이 가장 높은 것으로 나타났다. 특히 모바일응용 가입자의 39.6%가 유료 모바일게임을 경험한 것으로 나타났다.

### 북미
세계 경제대국이라는 칭호와 걸맞지 않게 북미쪽은 휴대전화의 보급률이 그다지 높지 않다. 모바일 콘텐츠의 기반인 휴대전화는 그 시장과 관련이 있는데, 향후 2010년대에는 이동통신 사용자가 늘어남에 따라 모바일 콘텐츠 사업의 전망이 밝다. 북미의 모바일 콘텐츠 시장은 대부분 문자 서비스가 주를 이루고 있고 나머지는 게임,벨소리,음악등이 있다. 이는 모바일 콘텐츠 시장에서 엔터테인먼트 분야의 시장이 아직 크게 발달되어 있지 않기 때문이다.

## 관련 법규
- 한국소프트웨어진흥원 ｢디지털콘텐츠 산업 백서｣ 디지털콘텐츠 법,제도의 국내법

1. 저작권법
2. 컴퓨터프로그램보호법
3. 온라인디지털콘텐츠산업발전법
4. 데이터베이스보호및이용촉진등에관한법률(안)
5. 대외무역법

- 국제 및 외국법

1. WIPO 저작권조약
2. WIPO 실연음반조약

- 미국

1. 오디오홈레코딩법
2. 전자절도금지법
3. 디지털밀레니엄저작권법(DMCA)
4. UCITA(Uniform Computer Information Transactions Act)

- EU

1. 컴퓨터프로그램보호에 관한 지침
2. 데이터베이스 보호에 관한 지침
3. 정보사회에서의 저작권 및 저작인접권의 특정분야를 통일하기 위한 지침

- 일본

1. 민법
2. 부정경쟁방지법
3. 저작권법

## 관련 논쟁들
- 콘텐츠 저작권 침해사례
- 소리바다 사건
- 모바일게임 표절
- 동영상 침해 [깨진 링크( 과거 내용 찾기])]
- 방송계의 콘텐츠 불법복제에 대한 태도

## 같이 보기
- 휴대 전화
- PDA
- MP3
- PMP
- PDP
- PSP